# The Love Guru
The Love Guru is een Brits-Duits-Amerikaanse komedie uit 2008. Hoofdrolspeler Mike Myers was tevens co-schrijver en co-producent. De film werd genomineerd voor zeven Golden Raspberry Awards, waarvan het die voor slechtste film, slechtste scenario en slechtste acteur (Myers) daadwerkelijk 'won'.

## Verhaal
Maurice is een Amerikaanse jongen die opgroeide in India. Daar ging hij samen met Deepak Chopra in de leer bij Guru Tugginmypudha (Ben Kingsley) en werd hij Guru Pitka, de op een na bekendste goeroe van de wereld, na Chopra. Hij zou dolgraag zijn voormalige medeleerling voorbijstreven, maar heeft geen idee hoe dit aan te pakken totdat zijn zakelijk adviseur Richard 'Dick' Pants (John Oliver) met de oplossing komt: Pitka moet zorgen dat hij in de Oprah Winfrey-show komt.
Darren Roanoke (Romany Malco) is de grote ster van ijshockeyteam Toronto Maple Leafs. Hij raakt alleen geen puck meer goed sinds zijn vrouw Prudence (Meagan Good) hem verliet voor de extreem zwaar geschapen Jacques 'Le Coq' Grande (Justin Timberlake). Net nu de play-offs om de Stanley Cup voor de deur staan. Teammanager Jane Bullard (Jessica Alba) besluit daarom dat Roanoke zijn vrouw terug moet winnen zodat hij weer uit kan blinken. Hiervoor roept ze de hulp in van Pitka, die in ruil daarvoor een leuke financiële vergoeding tegemoet kan zien én een optreden in de Oprah Winfrey Show.
Pitka gaat voortvarend van start. Hij komt alleen in de problemen door tijdsdruk en door de erotische spanning tussen hem en Bullard, waar hij niets mee kan gezien zijn stalen kuisheidsgordel. Deze mag hij van Tugginmypudha pas af wanneer hij eerst leert zichzelf lief te hebben, in plaats van anderen.

## Rolverdeling
- Mike Myers - Guru Maurice Pitka
- Romany Malco - Darren Roanoke
- Jessica Alba - Jane Bullard
- Meagan Good - Prudence Roanoke
- Verne Troyer - Coach Punch Cherkov
- Justin Timberlake - Jacques "Le Coq" Grandé
- Ben Kingsley - Guru Tugginmypudha
- Manu Narayan - Rajneesh
- John Oliver - Dick Pants
- Stephen Colbert - Jay Kell
- Telma Hopkins - Lillian Roanoke
- Jim Gaffigan - Trent Lueders
- Omid Djalili - Guru Satchabigknoba
- Telma Hopkins - Lillian Roanoke
- Daniel Tosh - Cowboy hat
- Rob Huebel - Bar Patron
- Rob Gfroerer - Sickly Nerd
- Robert Cohen - Nerd
- Linda Kash - Female Reporter
- Bob Bainborough - Assistant Coach
- Gotham Chopra - Deepak (Early 20s)
- Suresh John - Indian Man
- Trevor Heins - Young Pitka
- Jaan Padda - Young Deepak
- Sean Cullen - Referee
- Mike 'Nug' Nahrgang - Angry Fan
- Matt Baram - EMT #1
- Boyd Banks - EMT #2

## Als zichzelf
- Mike Myers
- Mariska Hargitay
- Kanye West
- Val Kilmer (niet op aftiteling)
- Rob Blake
- Deepak Chopra
- Jessica Simpson